# 관자근
해부학에서 관자근(temporalis muscle, temporal muscle), 또는 측두근은 씹기근육(저작근, muscle of mastication) 중 하나다. 인간의 머리 양쪽에 있는 넓은 부채꼴 모양의 근육으로 관자우묵(temporal fossa)을 채우고 있으며 광대활(zygomatic arch)보다 위에 있어 관자뼈의 많은 부분을 덮고 있다. Temporal 은 머리의 관자놀이를 의미한다.

## 구조
인간의 관자근은 관자우묵과 관자근막의 깊은 부분에서 매우 넓게 일어나 광대활의 안쪽을 통과한다. 이후 관자근은 아래턱뼈의 근육돌기(coronoid process)에 닿는 힘줄을 형성하며, 근육돌기에 닿은 힘줄은 아래턱에서 가장 먼쪽의 어금니 뒤에 위치한 어금니뒤오목(retromolar fossa)까지 연장된다. 다른 포유류에서의 관자근은 일반적으로 머리뼈의 등쪽 부분에서 안쪽 선까지 뻗어 있다. 파란트로푸스 아에티오피쿠스(Paranthropus aethiopicus)와 같은 초기 호미닌(hominin)에서 볼 수 있듯이 관자근이 시상능(sagittal crest)에 붙어 있을 수도 있다.
관자근은 관자근막(temporal fascia)으로 덮여 있다. 이 근막은 일반적으로 고실성형술(tympanoplasty) 또는 고막의 외과적 재건 수술에 사용된다.
관자근은 인체 표면에선 관자놀이에서 볼 수 있으며 턱을 악물었다가 풀 때 수축하는 것을 직접 보고 느낄 수 있다.

### 혈액 공급
중간관자동맥(middle temporal artery)과 문합하는 깊은관자동맥(deep temporal arteries)에서 혈액 공급을 받는다.

### 신경 지배
다른 씹기근육들과 마찬가지로 관자근에는 삼차신경(trigeminal nerve)의 세 번째 가지인 아래턱신경(mandibuar nerve)이 분포한다. 특히 관자근을 지배하는 신경은 아래턱신경 앞갈래(anterior division)에서 유래한 깊은관자신경(deep temoral nerves)들이다.

### 발생
관자근은 발생 중 첫째 인두활(pharyngeal arch)에서 유래한다.

### 변이
관자근은 복잡한 구조를 가지고 있다. 근절(sacromere)은 길이가 일정하지만 더 큰 규모인 근섬유는 근육 안에서도, 그리고 사람마다도 그 길이가 다르다.

## 기능
관자근은 턱관절(temporomandibular joint)에서 가장 강력한 근육이다. 관자근은 기능적으로 앞부분과 뒷부분으로 나눌 수 있다. 앞부분은 수직으로 주행하며 수축하면 아래턱뼈가 올라가 입을 닫는다. 뒷부분의 근섬유는 수평으로 뻗어 있으며 수축하면 아래턱뼈가 뒤로 이동한다(들임, retrusion). 아래앞쪽으로 비스듬하게 근섬유가 뻗어 있는 중간 부분은 아래턱뼈의 올림과 들임에 사용되며 한쪽만 수축하면 아래턱뼈는 가쪽으로 움직인다.
아래에 의치를 낄 때는 관자근이 수축하여 점막에 상처를 낼 수 있기 때문에 어금니뒤오목까지 의치가 들어가게 끼면 안된다.

## 임상적 중요성
관자근은 턱 통증과 두통에 관여할 가능성이 높다. 일반적으로 잠을 자는 동안 이를 가는 습관인 이 갈이(bruxism)나 스트레스를 받는 동안 턱을 악무는 행동은 관자근의 과로로 이어져 통증을 유발할 수 있다.

### 발작
발작 중에는 턱을 심하게 악물기 때문에 드물게 관자근의 근힘줄 파열(myotendinous rupture)이 발생할 수 있다. 발작 중에 반대쪽 측두근은 경련성 마비에 걸릴 수 있으며, 극단적인 경우 특히 아래턱뼈의 근육돌기에서 근힘줄의 닿는 곳이 파열될 수 있다.

### 수술
관자근은 구강의 재건 수술에 사용될 수 있다.
관자놀이점(pterion)을 통한 개두술(craniotomy)을 시행하는 동안 절개 위치는 종종 뼈 조각이 교체된 후 관자근을 다시 붙이기 쉬운 곳으로 선택된다.

## 추가 이미지

관자근(빨간색).
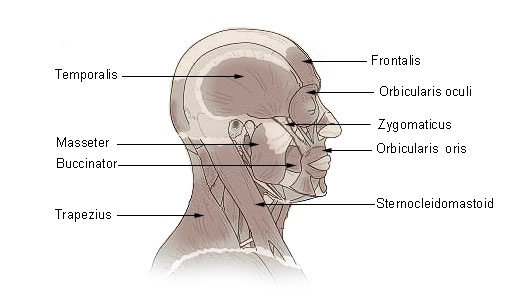
머리와 목의 근육
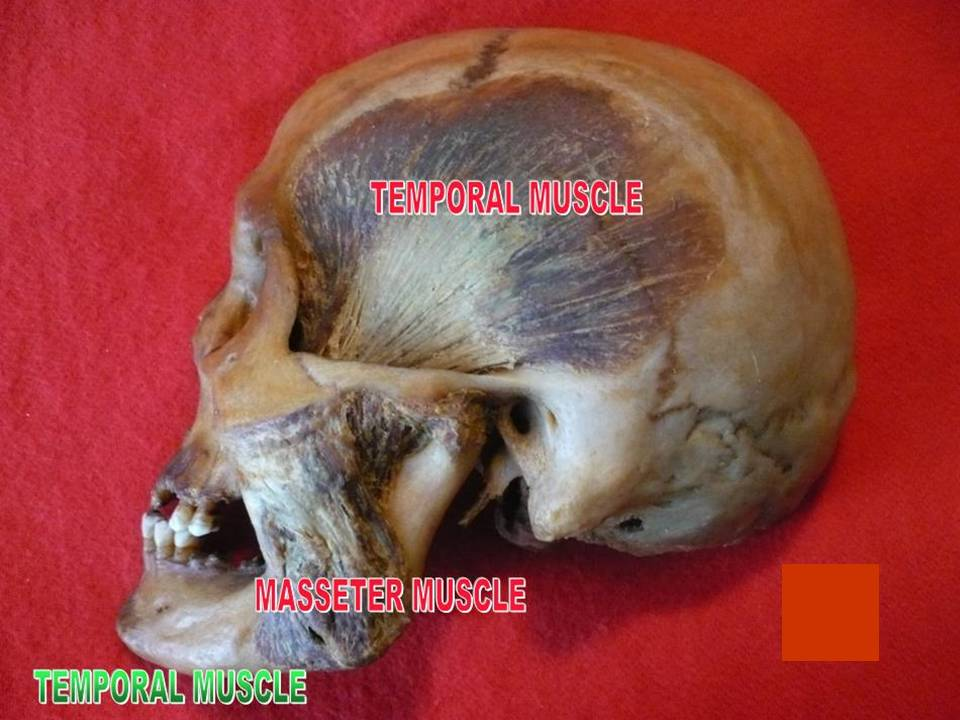
관자근 깊은 부분 해부. 미라화 진행 중.